# دانشگاه هریوت-وات
دانشگاه هریوت-وات (به انگلیسی: Heriot-Watt University) دانشگاه دولتی اسکاتلند، مستقر در شهر ادینبرو است، که در سال ۱۸۲۱ به‌عنوان نخستین انیسیتوی مکانیک جهان، فعالیت خود را آغاز نمود.
این مؤسسه در سال ۱۹۶۶ طیّ یک منشور سلطنتی به‌عنوان دانشگاه هریوت-وات ثبت گردید و هم‌اکنون دارای شعبه‌هایی در شهرهای اورکنی، دبی، امارات و پوتراجایا و کوالالامپور می‌باشد. از ابتدای سال ۲۰۱۳ رابرت باکن ریاست دانشگاه هریوت-وات را در اختیار دارد.